# بروکلین (ویرجینیای غربی)
بروکلین (به انگلیسی: Brooklin) یک منطقهٔ مسکونی در ایالات متحده آمریکا است که در شهرستان سامرز، ویرجینیای غربی واقع شده‌است. بروکلین ۴۲۱٫۸۵ متر بالاتر از سطح دریا واقع شده‌است.